# IC 5076
IC 5076 ist ein Reflexionsnebel im Sternbild Schwan.